# 11485 Zinzendorf
11485 Zinzendorf eller 1988 RW3 är en asteroid i huvudbältet som upptäcktes den 8 september 1988 av den tyske astronomen Freimut Börngen vid Tautenburg-observatoriet. Den är uppkallad efter den tyske prästen Nikolaus Ludwig von Zinzendorf.
Asteroiden har en diameter på ungefär 8 kilometer och den tillhör asteroidgruppen Themis.